# Херстмонсо
Хёрстмонсо (англ. Herstmonceux) — село в Великобритании, в графстве Восточный Суссекс, расположенное в 70 км к югу от Лондона, куда в 1950-х годах была переведена Гринвичская астрономическая обсерватория, так как прежнее её местоположение в Гринвичском парке (восточная часть Лондона) стало неудобным для астрономических наблюдений вследствие роста города. Код обсерватории «501».

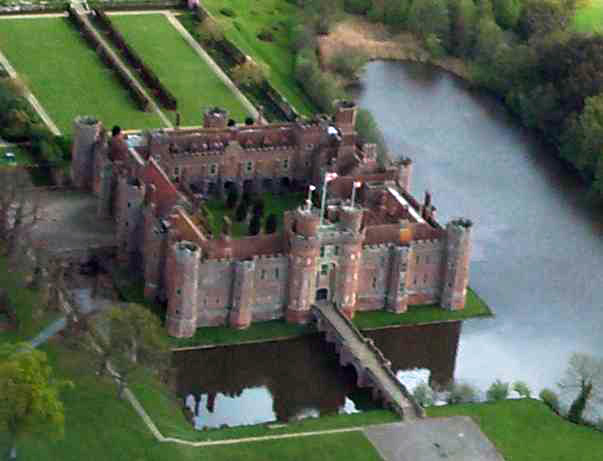
замок Хёрстмонсо

Хёрстмонсо известен своим кирпичным замком XV века (на фото), долгое время находившимся в состоянии запустения, но реставрированным в начале XX века и перешедшим в 1947 году в распоряжение Британского Адмиралтейства. В настоящее время в замке — международное подразделение Королевского университета Кингстона (Онтарио).